# Tue Madsen
Tue Madsen (1969) è un produttore discografico e ingegnere del suono danese.

## Biografia
È molto conosciuto nell'ambiente metal per il suo lavoro con gruppi come The Haunted, Mnemic, Hatesphere, Ektomorf, Cataract, Exmortem, Born from Pain. Il suo primo lavoro è stato l'album Embraced by the Absolute degli Autumn Leaves nel 1997. Madsen opera nel proprio studio, chiamato Antfarm Studios.
Suona le chitarre per il gruppo metal danese Grope dopo aver lasciato la sua prima band, i Pixie Killers.

## Musicista

### Pixie Killers
- One Size Fits All (1993)

### Grope
- Primates (1994)
- Soul Pieces EP (1996)
- The Fury (1996)
- Desert Storm (1997)
- Intercooler (1999)
- If You Were My Dog (2002)

## Produttore

### 1997 - 2000
- Embraced by the Absolute (Autumn Leaves) (1997)
- Bones (Torn) (1997)
- Desert Storm (Grope) (1997)
- Repertoir (Luksus) (1998)
- Weight Watchers All Unite (Cinnamon Sigh) (1999)
- Out of the Ruins (Cosmonks) (1999)
- Full Contact (N.A.O.P.) (1999)
- In The Shallow Waters (2 Ton Predator) (1999)
- Intercooler (Grope) (1999)
- Do You Think It's Safe (The Burning Primitive) (2000)
- Flowerish (Strömning) (2000)

### 2000 - 2002
- Hard Words Softly Spoken (Jerkstore) (2001)
- Living Dead (Mevadio) (2001)
- Baby Gimme Love (The Defectors) (2001)
- Boogie (2 Ton Predator) (2001)
- My Life My Rules (Freebase) (2001)
- Hardcore (Barcode) (2001)
- Flow (Villa) (2002)
- Pestilence Empire (Exmortem) (2002)
- If You Were My Dog (Grope) (2002)
- The Darkness of Apokalypse Has Fallen EP (As We Fight) (2002)

### 2003
- Hotellet Brænder  (Singvogel) (2003)
- Save Me a Prayer  (One Bar Town) (2003)
- Demon Dealer  (2 Ton Predator) (2003)
- Hard to Deny  (N.A.O.P.) (2003)
- Universal Struggle  (Knuckldust) (2003)
- Samara  (The Psyke Project) (2003)
- Room Service  (Panzerchrist) (2003)
- Hands Down  (Mevadio) (2003)
- Blunt  (Blunt) (2003)
- Something Old, Something New, Something Borrowed and Something Black  (Hatesphere) (2003)
- Sands of Time  (Born from Pain) (2003)
- Mechanical Spin Phenomena  (Mnemic) (2003)

### 2004
- Call for Response  (Gob Squad) (2004)
- Twilight Central Station  (Strömning) (2004)
- Force the Pace  (Withering Surface) (2004)
- Epileptic  (In-Quest) (2004)
- Samurai  (Die Apokalyptischen Reiter) (2004)
- Endorsed Hate  (Maroon) (2004)
- Eternal Cosmic Slaughter  (Urkraft) (2004)
- Black Nails and Bloody Wrists  (As We Fight) (2004)
- Damage Done  (No Turning Back) (2004)
- With Triumph Comes Loss  (Cataract) (2004)
- The Tracy Chapter  (Destiny) (2004)
- Destroy  (Ektomorf) (2004)
- The Audio Injected Soul  (Mnemic) (2004)

### 2005 - 2006
- Apparatets Skygge  (Singvogel) (2005)
- The Comatose Quandaries  (In-Quest) (2005)
- Nihilistic Contentment  (Exmortem) (2005)
- Daikini  (The Psyke Project) (2005)
- Unbreakable  (Knuckldust) (2005)
- 66Sick  (Disbelief) (2005)
- Instinct  (Ektomorf) (2005)
- The Archaic Abattoir  (Aborted) (2005)
- Hail Horror  (Himsa) (2006)
- What Hell Is About  (Dagoba) (2006)
- Radiovenom  (20 Inch Burial) (2006)
- The Inhuman Aberration  (Urkraft) (2006)
- Kingdom  (Cataract) (2006)
- Doktorens Dosis  (Singvogel) (2006)
- War  (Born from Pain) (2006)
- Outcast  (Ektomorf) (2006)
- Death to Tyrants  (Sick of It All) (2006)
- The Dead Eye  (The Haunted) (2006)

### 2007 - 2008
- The Game of Fear  (Eyeless) (2007)
- Slaughter and Apparatus  (Aborted) (2007)
- Apnea  (The Psyke Project) (2007)
- Under Satanæ  (Moonspell) (2007)
- Fresh Kill Daily  (Mevadio) (2008)
- Cataract  (Cataract) (2008)
- The God Of All Mistakes  (Eminence) (2008)
- Night Eternal  (Moonspell) (2008)
- AION  (Figure of Six) (2008)

### 2010
- Based on a True Story (Sick of It All) (2010)
- We Are the Void (Dark Tranquillity) (2010)
- Beyond Insanity (Beyond Insanity) (2010)
- Инстинкт Обреченных (Instinct of the Doomed) (2010)
- Sesion#2 (Soziedad Alkoholika) (2010)

### 2011
- Unseen (The Haunted)
- DUM SPIRO SPERO (Dir en grey)
- Prisoners (The Agonist)
- Cadenas de Odio (Soziedad Alkoholika)
- Imperios Por Derrumba (Dar Sangre)
- Suut Ki´in (album) (MULUC PAX)
- Brand New Life (Figure of Six)

### 2012
- UROBOROS [Remastered & Expanded (Dir en grey)
- The Acoustic (Ektomorf)
- The Beginning (One Ok Rock)
- I Am (Becoming the Archetype)
- Alpha Noir/Omega White (Moonspell)
- Untitled album (Slaveatgod)
- Owls And Snakes (BatAAr)
- Rinkaku (Dir en grey)